# Glomeremus orchidophilus
Glomeremus orchidophilus Hugel, 2010 è un insetto ortottero della famiglia Gryllacrididae, endemico dell'isola di Riunione.
È noto come impollinatore dell'orchidea Angraecum cadetii, unico caso noto di orchidea impollinata da un ortottero.